# Guarea gracilis
Guarea gracilis är en tvåhjärtbladig växtart som beskrevs av Terence Dale Pennington. Guarea gracilis ingår i släktet Guarea och familjen Meliaceae. Inga underarter finns listade i Catalogue of Life.